# SJ X40 sorozat
Az SJ X40 sorozat egy svéd Bo'2'+2'Bo' (kétrészes vonat) vagy Bo'2'+2'Bo'+2'Bo' (háromrészes vonat) tengelyelrendezésű, 15 kV 16,7 Hz AC áramrendszerű villamosmotorvonat-sorozat. 2004 és 2008 között gyártotta az Alstom az SJ részére. Összesen 43 db motorvonat készült, melyek közül 16 kétrészes és 27 háromrészes. A motorvonatok az Alstom Coradia családba tartoznak.

## Műszaki jellemzése
A vonatok két szélső kocsija eltérő kivitelű: az egyik jármű felső szintjén 1. osztályú utastér, az alsó szintjén utaskiszolgáló szakasz található, míg a másik jármű csak 2. osztályú ülőhelyekkel rendelkezik. Az előbbi kocsi 85, az utóbbi 110 ülőhelyes. A háromrészes változatok közbenső kocsijában 108 ülőhely található. A Svédországban alkalmazott szerkesztési szelvény lehetővé tette, hogy az X40 sorozatú vonatokat a francia és a luxemburgi változathoz képest szélesebb és magasabb kocsiszekrénnyel építsék, azonban e vonatok tömege és tengelyterhelése is meghaladja amazokét.